# Síndrome de ativação de mastócitos
Síndrome de ativação de mastócitos ou Síndrome de ativação de mastocitária (SAM) é um termo que se refere a um dos dois tipos de distúrbio de ativação de mastócitos; o outro tipo é o idiopático. SAM é uma condição imunológica na qual os mastócitos liberam mediadores químicos de forma inadequada e excessiva, resultando em uma série de sintomas crônicos, às vezes incluindo anafilaxia ou ataques de quase anafilaxia. Os sintomas primários incluem problemas cardiovasculares, dermatológicos, gastrointestinais, neurológicos e respiratórios.
SAM é um termo genérico que descreve um conjunto de sintomas; não é um diagnóstico específico. Vários esquemas de diagnóstico para SAM foram propostos. O SAM tem sido cada vez mais mal diagnosticado.

## Sinais e sintomas
A SAM pode apresentar uma ampla gama de sintomas em vários sistemas do corpo; esses sintomas podem variar de desconforto digestivo a dor crônica, problemas mentais e também uma reação anafilática. Os sintomas geralmente aumentam e diminuem com o tempo, variando em gravidade e duração. Muitos sinais e sintomas são iguais aos da mastocitose, porque ambas as condições resultam em muitos mediadores liberados pelos mastócitos.  Tem muitas características sobrepostas com anafilaxia idiopática recorrente, embora existam sintomas distintos, especificamente urticária e angioedema. A condição pode ser leve até ser exacerbada por eventos estressantes da vida, ou os sintomas podem se desenvolver e piorar lentamente com o tempo. Os sintomas da SAM são comuns em COVID persistente.
Os sintomas comuns incluem:
- Dermatológico
  - rubor facial
  - urticária
  - hematomas fáceis
  - pele avermelhada ou pálida
  - coceira
  - sensação de queimação
  - dermatografismo
- Cardiovascular
  - atordoamento, tontura, dor torácica não cardíaca, pré-síncope, síncope, arritmia, taquicardia
- Gastrointestinal
  - diarréia e/ou prisão de ventre, cólicas, desconforto intestinal
  - náusea, vômito, refluxo ácido
  - dificuldade em engolir, aperto na garganta
- Neuropsiquiátrica
  - confusão mental
  - dor de cabeça
  - fadiga/letargia
  - falta de concentração
  - problemas cognitivos leves
  - distúrbios do sono
- Respiratório
  - congestão, tosse, chiado no peito
- Sistêmico
  - Anafilaxia

## Causas
A ativação dos mastócitos pode ter diversas causas, incluindo alergias. A genética também pode desempenhar um papel. Mutações no gene KIT, que codifica a proteína KIT reguladora do crescimento celular, têm sido particularmente suspeitas de estarem associadas à SAM. Essas mutações ocorrem principalmente ao redor do códon 816, sendo a mais comum a asp816val. Além disso, essa mutação também está associada à maioria dos pacientes com mastocitose sistêmica. Verificou-se que os pacientes com SAM tendem a ter uma gama mais ampla de mutações do KIT em torno de todos os domínios da proteína e múltiplas ao mesmo tempo, em vez de uma única, o que poderia ser uma causa potencial da heterogeneidade dos sintomas apresentados da SAM. Os sintomas da SAM são causados por mediadores químicos excessivos liberados pelos mastócitos. Os mediadores incluem leucotrienos, histaminas, prostaglandinas e triptase.

## Fisiopatologia
A ativação de mastócitos pode ser localizada ou sistêmica, mas o diagnóstico de SAM requer sintomas sistêmicos. Alguns exemplos de consequências específicas dos tecidos da ativação dos mastócitos incluem urticária, rinite alérgica e sibilância. A ativação sistêmica de mastócitos apresenta sintomas que envolvem dois ou mais sistemas orgânicos (pele: urticária, angioedema e rubor; -ocular: injeção conjuntival, prurido e congestão nasal). Isso pode resultar da liberação de mediadores de um local específico, como a pele ou tecido mucoso, ou da ativação de mastócitos ao redor da vasculatura.

## Diagnóstico
A SAM é muitas vezes difícil de identificar devido à heterogeneidade dos sintomas e à “ausência de apresentação aguda flagrante”.  Muitos dos numerosos sintomas são de natureza inespecífica. Os critérios diagnósticos foram propostos em 2010 e revisados em 2019. A ativação de mastócitos recebeu um código CID-10 (D89.40, junto com os códigos de subtipo D89.41-43 e D89.49) em outubro de 2016.
De acordo com a Academia Americana de Alergia, Asma e Imunologia (AAAI), o método mais preciso de diagnosticar SAM é através de biópsia e aspirado de medula óssea. Este método é comumente usado para diagnosticar mastocitose sistêmica, e a presença de SM aumenta a possibilidade de subsequentemente ter SAM. Além disso, outros testes laboratoriais comuns, incluindo a análise mutacional KIT-D816X e a análise de citometria de fluxo que buscam a coexpressão de CD117 e CD25, também são recomendados para o diagnóstico de SAM clonal.
Embora diferentes critérios diagnósticos sejam publicados, uma estratégia comumente usada para diagnosticar pacientes é usar todos os três seguintes:
1. Sintomas consistentes com liberação crônica/recorrente de mastócitos:
Dor abdominal recorrente, diarréia, rubor, coceira, congestão nasal, tosse, aperto no peito, respiração ofegante, tontura (geralmente uma combinação de alguns desses sintomas está presente)
2. Evidência laboratorial de mediador de mastócitos (triptase sérica elevada, N-metil histamina, prostaglandina D2 ou 11-beta-prostaglandina F2 alfa, leucotrieno E4 e outros)
3. Melhora dos sintomas com uso de medicamentos que bloqueiam ou tratam elevações desses mediadores

De acordo com o British Medical Journal Best Practices, o diagnóstico de SAM é confirmado por evidência de um aumento significativo de um marcador de mastócitos (por exemplo, triptase sérica) durante episódios agudos e uma resposta clínica positiva a um medicamento que age sobre mediadores dos mastócitos. É importante então avaliar o subtipo de SAM: primário (clonal), secundário (geralmente associado a alergia dependente de IgE) ou idiopático. Para que um diagnóstico de SAM seja confirmado:
1. Deve haver episódios agudos e recorrentes de sintomas/sinais associados a mediadores de mastócitos secretados que afetam dois ou mais sistemas orgânicos ao mesmo tempo.
2. Um aumento transitório de um mediador de mastócitos (por exemplo, triptase) deve ser confirmado durante esses episódios agudos
3. Os sintomas devem responder a medicamentos que têm como alvo os mediadores dos mastócitos liberados ou suprimem a ativação dos mastócitos (p. ex., anti-histamínico, antagonista H2, antagonista do receptor de leucotrieno, cromoglicato).

Na maioria dos casos, a SAM apresenta episódios recorrentes de anafilaxia.
A Organização Mundial da Saúde não publicou critérios diagnósticos.

## Tratamento
Os tratamentos farmacológicos incluem:
- Estabilizadores de mastócitos,[8][20] incluindo cromoglicato de sódio e estabilizadores naturais, como quercetina[21]
- Anti-histamínicos H1,[8][20] como cetirizina ou cetotifeno ou fexofenadina ou loratadina
- Anti-histamínicos H2,[8][20] como ranitidina ou famotidina
- Antileucotrienos,[8][20] como montelucaste ou zileuton, bem como produtos naturais (por exemplo, curcumina ou extratos de erva de São João )
- Os antiinflamatórios não esteróides, incluindo a aspirina,[20] podem ser muito úteis na redução da inflamação em alguns pacientes, enquanto outros pacientes podem ter reações perigosas a esses medicamentos
- Anticorpos monoclonais, como omalizumabe[8]
- Corticosteróides[20]

## Prognóstico
O prognóstico da SAM é incerto.

## História
A condição foi levantada pelos farmacologistas Oates e Roberts da Universidade Vanderbilt em 1991, e nomeada em 2007, após um acúmulo de evidências apresentadas em artigos de Sonneck et al.  e Akin et al.